# Tom Veelers
Tom Veelers (Ootmarsum, Overijssel, 14 de setembre de 1984) és un ciclista neerlandès, professional des del 2005. Actualment corre a l'equip Team Sunweb.
En el seu palmarès destaca la victòria a l'OZ Wielerweekend de 2007.

## Palmarès
- 1998
  -  Campió dels Països Baixos júnior
- 2000
  -  Campió dels Països Baixos júnior
- 2003
  - 1r a la Parel van de Veluwe
- 2004
  - 1r al Tour de Berlín
  - 1r a la Volta a Frísia (ex aequo amb 21 corredors)
- 2005
  - Vencedor d'una etapa del Tour de Loir-et-Cher
- 2006
  - 1r a l'Olympia's Tour i vencedor de 3 etapes
  - 1r a la París-Roubaix sub-23
- 2007
  - 1r a l'OZ Wielerweekend
  - Vencedor d'una etapa dels Boucles de la Mayenne
- 2008
  - Vencedor d'una etapa del Tour del llac Qinghai
- 2009
  - Vencedor d'una etapa del Tour del llac Qinghai
- 2011
  - Vencedor d'una etapa del Tour de Valònia Picardia
  - Vencedor d'una etapa del Tour de Hainan

### Resultats a la Volta a Espanya
- 2011. 167è de la classificació general

### Resultats al Tour de França
- 2012. Abandona (12a etapa)
- 2013. Abandona (19a etapa).[1]
- 2014. 155è de la classificació general

### Resultats al Giro d'Itàlia
- 2014. 146è de la classificació general